# Вулиця Академіка Білецького (Київ)
Ву́лиця Акаде́міка Біле́цького — вулиця в Солом'янському районі міста Києва, житловий масив Відрадний. Пролягає від вулиці Академіка Шалімова до залізниці. 
Прилучається бульвар Вацлава Гавела.

## Історія
Вулиця виникла у 50-ті роки XX століття під назвою Нова. У 1957 році набула назву Городнянська. 
Сучасна назва на честь українського літературознавця Олександра Білецького — з 1984 року.

## Установи та заклади

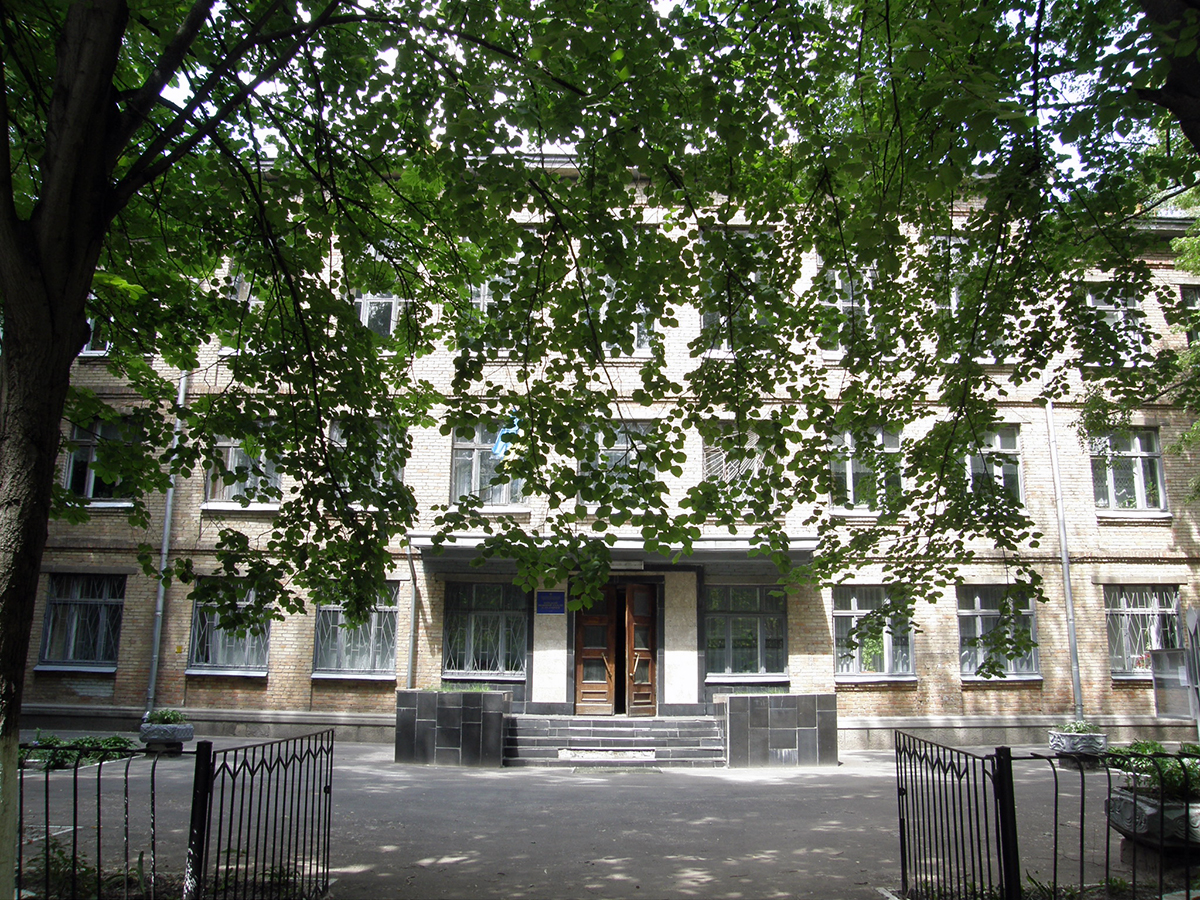
Медичний коледж, типовий проєкт 2-02-73, 1965 р.

- Дошкільний навчальний заклад № 255 (буд. № 2-А)
- Загальноосвітня середня школа № 54 (буд. № 7)
- Медичний коледж ім. П. І. Гаврося (буд. № 12 і № 16)